# Brezje (Lopare, BiH)
Brezje je naseljeno mjesto u sastavu općine Lopare, Republika Srpska, BiH.

## Stanovništvo
| Brezje             |              |
| godina popisa      | 1991.        |
| Srbi               | 230 (98,29%) |
| Muslimani          | 0            |
| Hrvati             | 2 (0,85%)    |
| Jugoslaveni        | 1 (0,43%)    |
| ostali i nepoznato | 1 (0,43%)    |
| ukupno             | 234          |